# 埃里克·林德罗思
埃里克·林德罗思（英語：Eric Lindroth，1951年9月12日—2019年6月17日），美国前男子水球运动员。他曾代表美国国家队参加1972年夏季奥林匹克运动会水球比赛，结果获得一枚铜牌。